# Джордж Віт
Джордж Віт (англ. George Wythe, 1726 — 8 червня 1806) — американський юрист, суддя, видатний професор права та «Найвідоміший класичний вчений Вірджинії». Підпис Віта поставлений першим з семи вірджинських підписантів на Декларації незалежності США. Він був першим професором права в США, тому його іноді називають «батьком американської юриспруденції». Віт був представником штату Вірджинія та делегатом у Конституційному конвенті, хоча він рано залишив Конвент і не підписав кінцевий варіант Конституції.

## Біографія
Джордж Віт народився у 1726 р. в Честертоні (зараз місто Хемптон), штат Вірджинія. Його батько помер, коли Джорджу було 3 роки. Його мати, добре освічена жінка, навчала Віта вдома, до досягнення ним 16 років. У 16 Віт почав вивчати право разом із своїм дядьком. Відвідував коледж Вільяма і Мері, у 1757 р. здав екзамен на адвоката. У 1758 р. Віт одруживсяз Енн Льюїс, яка померла через 8 місяців після весілля. ПІзніше він одружиться з Елізабет Тальяферро та матиме дитину, яка помре у раньому дитинстві
З 1768 по 1769 р. Віт був мером міста Вільямсбург, штат Вірджинія. У 1779 р. очолив новостворену кафедру права у коледжі Вільяма і Мері, ставши першим професором права в США. Серед учнів Віта були Томас Джефферсон, Генрі Клей, Джеймс Монро та Джон Маршалл. З усіх цих людей Віт був найбільш близький з Томасом Джефферсоном — настільки, що іноді Джефферсон називав Віта своїм другим батьком. В той час, як інші студенти вивчали право рік чи менше, Джефферсон провів п'ять років, вивчаючи право з Джорджем Вітом.
У 1775 р. Віта було обрано до Континентального конгресу, де він голосував за резолюцію про незалежність та підписав Декларацію про Незалежність. Він допомагав формвати новий уряд штату Вірджинія, обирався спікером вірджинської Палати депутатів у 1777 р., і був членом комітету зі створення Печатки Вірджинії, вписавши туди девіз «Sic Semper Tyrannis» (з лат. «так завжди буде з тиранами»). У 1789 р. став суддею Провінційного суду Вірджинії.
У 1787 р., Джордж Вашингтон доручив Віту разом з Александром Гамілтоном та Чарльзом Пінкні скласти правила та процедури для Конституційного конвенту.

Джн Трамбул «Декларація Незалежності». Віт намальований у профіль, зліва на задньому плані

Джордж Віт, який мав значну кількість рабів, став аболіціоністом, звільнивши своїх рабів та надавши їм підтримку. У свій заповіт він включив двох свої рабів, Лідію Броднекс та її сина Майкла Брауна. Заповіт також передбачав кошти для освіти Брауна. Біограф Джефферсона, Фаун М. Броді стверджував, що Броднекс була коханкою Віта, а Браун — його сином.
Інший спадкоємець Віта, його внучатий небіж, Джордж Віт Свіні, вирішив уникнути такого послаблення свого багатства та отруїв рабів миш'яком. У процесі він також отруїв Віта, але Віт спромігся прожити ще достатньо часу, щоб змінити заповіт і позбавити вбивцю спадщини. Лідія Броднекс також спромоглася вижити. Це було єдиним покаранням для вбивці. Під час судового процесу його було виправдано, головним чином через закон, який не визнавав свідчення рабів. Свіні вдався до шахрайства та був засуджений, але через апеляцію вирок скасували. Згодом Свіні переїхав до Теннессі, де вкрав коня і був ув'язнений. Решта його життя загубилася в історії.
У своєму заповіті Віт залишив свою надзвичайну колекцію книжок Томасу Джефферсону, який описував Віта як «…мій давній вчитель, мій найперший і найкращий друг, і саме йому я зобов'язаний першими враженнями, які стали найкориснішими у моєму житті»
Джорджа Віта поховано у Ричмонді, у церкві святого Іоанна, в якій Патрик Генрі зробив свою знамениту промову «Свобода або смерть!»

## Увічнення пам'яті
Будинок Віта у Вільямсбурзі, Вірджинія, зберігся і стоїть неподалік від церкви Брутонської парафії, в якій Віт був членом парафіяльного управління. У 1938 р. його придбав Фонд Колонії Вільямсбургу і зараз це музей, відомий як Будинок Віта.
Також у штаті Вірджинія є округ Віт, з центром у Вітвіллі, школи імені Джорджа Віта у Вітвіллі та Річмонді, Початкова школа імені Джорджа Віта у Хемптоні та коледж Джорджа Віта у Седар-сіті, штат Юта. Також з гордістю носять ім'я Джорджа Віта юридична школа при Коледжі Вільяма і Мері у Вільямсбурзі та район Олд-Віт у Хемптоні.

## Виноски
1. ↑  https://history.house.virginia.gov/search
2. ↑  https://www.archives.gov/founding-docs/founding-fathers
3. ↑  Geni.com — 2006.
4. ↑  Сайт Колонії Вільямсбургу [Архівовано 9 червня 2009 у Wayback Machine.] (англ.)
5. ↑  Notes on the Constitution [Архівовано 12 червня 2015 у Wayback Machine.] (англ.)
6. ↑  Bruce Chadwick, «The Mysterious Death of George Wythe», American History, лютий 2009, стор. 36-41 (англ.)